# Rheged
 (novembre 2015).
Le Rheged était l'un des royaumes bretons, de langue cambrienne, qui s'étaient constitués vers le Ve siècle, après le départ des troupes romaines, au nord de l'île de Bretagne, dans une zone qui se situe aujourd'hui dans le nord-ouest de l'Angleterre et le sud-ouest de l'Écosse.

## Localisation
Le royaume de Rheged est traditionnellement associé à la région de Carlisle et à la vallée de l'Eden, et pourrait être la continuité médiévale de la civitas des Carvetii. Néanmoins, l'existence de sites fortifiés comme Mote the Mark, Dunragit (la forteresse du Rheged) et Trusty's Hill indique que le Rheged s'étendait aussi sur le Dumfries and Galloway.

## Histoire
La généalogie des rois de Rheged remonte jusqu'à Coel Hen (dont les Anglais feront le personnage folklorique de Old King Cole) qui régna au tout début du Ve siècle. Le royaume sera ensuite scindé entre Nord et Sud Rheged.
On connaît aussi les victoires remportées dans la seconde moitié du VIe siècle par ses rois, Urien de Rheged et son fils Owain mab Urien, sur les rois de Bernicie. En effet, elles ont été chantées par le barde Taliesin qui, s'il était sûrement britto-romain, n'était sans doute pas gallois. Après la mort d'Owain, la lignée royale est continuée par son frère Rhun mab Urien. 
Après être devenu un État vassal des Angles, le Rheged fut définitivement absorbé par la Northumbrie au début du VIIe siècle, après l'union de la princesse Rhiainmelt, fille de Rhoeth ou Royth, avec le roi Oswy. 
De récentes fouilles archéologiques ont mis en évidence l'existence d'une forteresse d'importance royale à Trusty's Hill dans le Galloway. Le site a été proposé comme étant l'un des principaux centres de pouvoir du Rheged. Occupée du début du IVe siècle jusqu'à sa destruction au début du VIIe siècle, la forteresse de Trusty's Hill était en contact avec la Gaule et le monde byzantin.

## Liste des rois
- vers 500-530 : Meirchion mab Gorwst Ledlwn mab Ceneu mab Coel
- vers 530-560 : Cynfarch mab Meirchion

### Nord du Rheged
- vers 560-590 : Urien
- vers 590-595 : Owain mab Urien
- vers 595-610 : Rhun mab Urien
- vers 610-645 : Royth mab Rhun
- Rhiainmellt épouse d'Oswy de Northumbrie

### Sud du Rheged
- vers 560 : Elidyr Llydanwyn
- vers 615 : Llywarch Hen